# Fowlerville (Míchigan)
Fowlerville es una villa ubicada en el condado de Livingston en el estado estadounidense de Míchigan. En el Censo de 2010 tenía una población de 2886 habitantes y una densidad poblacional de 467,99 personas por km².

## Geografía
Fowlerville se encuentra ubicada en las coordenadas 42°39′34″N 84°4′30″O / 42.65944, -84.07500. Según la Oficina del Censo de los Estados Unidos, Fowlerville tiene una superficie total de 6.17 km², de la cual 6.07 km² corresponden a tierra firme y (1.55%) 0.1 km² es agua.

## Demografía
Según el censo de 2010, había 2886 personas residiendo en Fowlerville. La densidad de población era de 467,99 hab./km². De los 2886 habitantes, Fowlerville estaba compuesto por el 96.81% blancos, el 0.24% eran afroamericanos, el 0.55% eran amerindios, el 0.35% eran asiáticos, el 0% eran isleños del Pacífico, el 0.38% eran de otras razas y el 1.66% pertenecían a dos o más razas. Del total de la población el 2.32% eran hispanos o latinos de cualquier raza.